# 정릉사
정릉사(定陵寺)는 조선민주주의인민공화국 평양직할시 력포구역 룡산리 동명왕릉에 위치한 불사(佛寺)이다. 이미 오래 전에 폐사지로 되었던 것을 1974년에 발굴되었다. 당시 '고구려', '정릉', '능사'라는 글자가 새겨진 그릇조각들이 발견되어, 이 절이 고구려의 동명왕릉을 위한 절이라는 것이 밝혀졌다. 1993년에 고구려의 고유한 절 건축 양식으로 개건되었다.